# Beauvois
Beauvois ist eine französische Gemeinde mit 133 Einwohnern (Stand 1. Januar 2022) im Département Pas-de-Calais in der Region Hauts-de-France. Sie gehört zum Arrondissement Arras und im Kommunalverband Ternois.

## Lage
Die Gemeinde Beauvois liegt im Süden des Artois, 45 Kilometer westnordwestlich von Arras. Nachbargemeinden von Beauvois sind Pierremont im Norden, Croix-en-Ternois im Nordosten, Siracourt im Südosten, Œuf-en-Ternois im Südwesten sowie Humières im Nordwesten. Im Südosten der Gemeinde steht eine Windkraftanlage als Teil eines interkommunalen Windparks.

## Bevölkerungsentwicklung
| Jahr                       | 1962 | 1968 | 1975 | 1982 | 1990 | 1999 | 2006 | 2014 | 2022 |
| -------------------------- | ---- | ---- | ---- | ---- | ---- | ---- | ---- | ---- | ---- |
| Einwohner                  | 162  | 136  | 130  | 126  | 120  | 125  | 122  | 146  | 133  |
| Quellen: Cassini und INSEE |      |      |      |      |      |      |      |      |      |

## Sehenswürdigkeiten

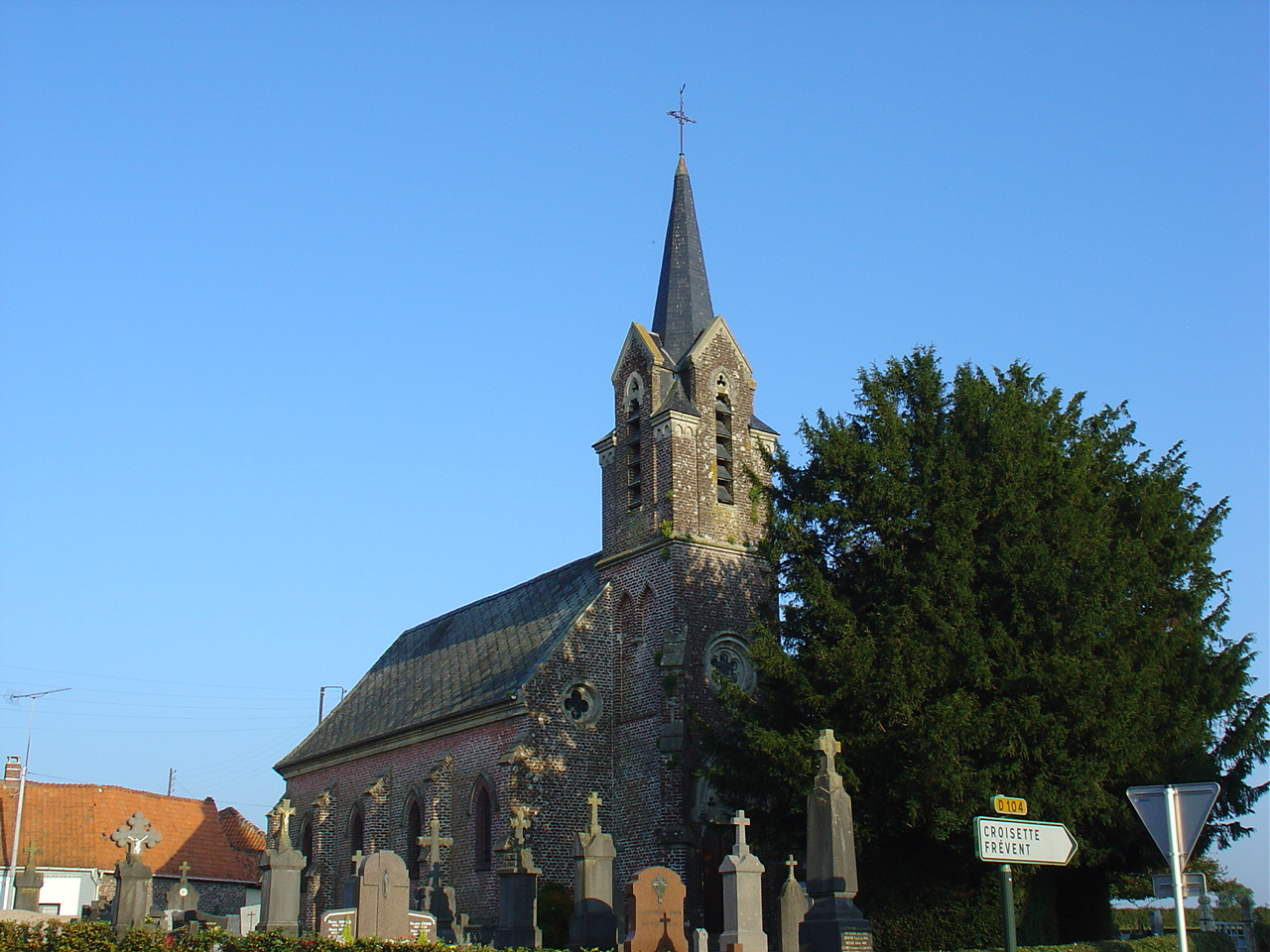
Kirche Saint-Jean-Baptiste

- Kirche Saint-Jean-Baptiste